# Coccothrinax montana
Coccothrinax montana är en enhjärtbladig växtart som beskrevs av Karl Ewald Maximilian Burret. Coccothrinax montana ingår i släktet Coccothrinax och familjen Arecaceae.
Artens utbredningsområde är Haiti. Inga underarter finns listade i Catalogue of Life.